# Isopeda leishmanni hoggi
Isopeda leishmanni là một phân loài nhện trong họ Sparassidae.
Loài này thuộc chi Isopeda. Isopeda leishmanni hoggi được Eugène Simon miêu tả năm 1908.